# Phaesticus mellerborgi
Phaesticus mellerborgi is een rechtvleugelig insect uit de familie doornsprinkhanen (Tetrigidae). De wetenschappelijke naam van deze soort is voor het eerst geldig gepubliceerd in 1855 door Stål.